# Aeshna grandis
Aeshna grandis е вид водно конче от семейство Aeshnidae. Възникнал е преди около 0,0117 млн. години по времето на периода кватернер. Видът е незастрашен от изчезване.

## Разпространение и местообитание
Разпространен е в Австрия, Андора, Беларус, Белгия, Великобритания, Германия, Дания, Естония, Ирландия, Испания, Италия, Казахстан, Латвия, Литва, Лихтенщайн, Люксембург, Нидерландия, Норвегия, Полша, Румъния, Русия, Словакия, Словения, Сърбия, Украйна, Финландия, Франция, Хърватия, Черна гора, Чехия, Швейцария и Швеция.
Среща се на надморска височина от -5,9 до 53,1 m.